# Orden de la Estrella Somalí
La Orden de la Estrella Somalí es la máxima condecoración que entrega Somalia.
Fue instituida el 12 de febrero de 1961. Se entrega por mérito en el servicio a la nación. Se divide en cinco clases, de mayor a menor son: Gran Cruz, Gran Oficial, Comendador, Oficial y Caballero. El ciudadano que es Presidente de Somalia es también el Gran Maestre de la Orden.
La medalla es fabricada por la empresa Pozzi de Roma. Físicamente, la orden consiste en una estrella biselada celeste y blanca con un círculo blanco conteniendo un leopardo en el centro. Estos símbolos aparecen en la bandera y el escudo del país. En las dos primeras clases la estrella está sobre una placa de oro y brillantes, coronada por una creciente y estrella. En el tercer grado la estrella pende de una S rodeada de laureles atados por la creciente y estrella.
Entre los condecorados con la Orden de la Estrella Somalí se encuentran el yugoslavo Mariscal Tito y el cubano Fidel Castro.